# Stepne (hromada Wuhłedar)
Stepne (ukr. Степне) – wieś na Ukrainie, w obwodzie donieckim, w rejonie wołnowaskim. W 2001 liczyła 1305 mieszkańców.